# The Tell-Tale Heart

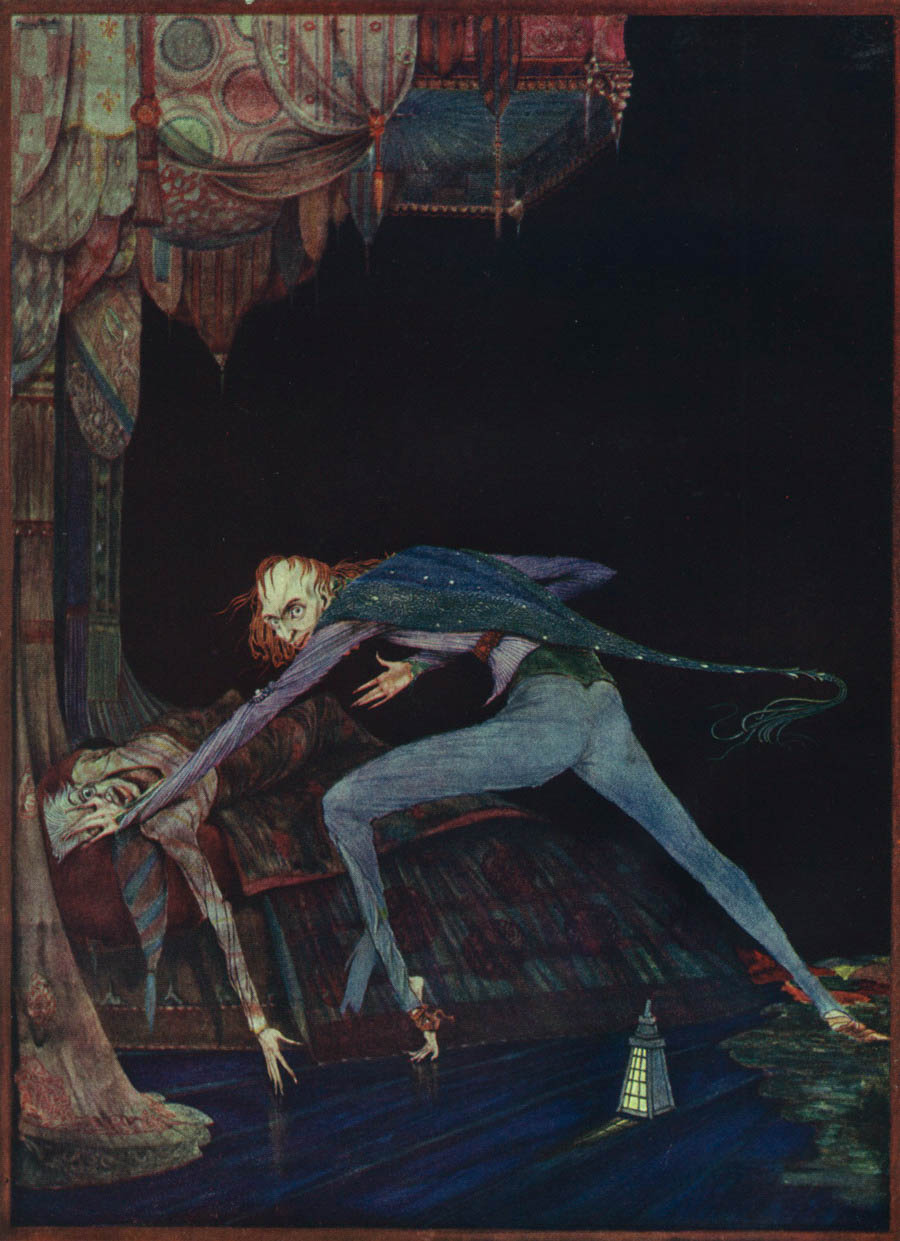
O Coração Revelador, ilustrado por Harry Clarke.

Tell Tale Heart ou O Coração Revelador (ou Delator), é um conto de Edgar Allan Poe.
O conto trata de um narrador anônimo que mata o velho com quem vive por não aguentar ver o olho cego que o mesmo tinha. Após jogar a cama em que o velho dormia em cima dele e matá-lo, o narrador desmembra e "enterra" o corpo embaixo do assoalho.
Recebe então a visita de dois policiais que após revistarem toda a casa nada percebem. O narrador convida-os para sentar e conversar no quarto do velho. O narrador no entanto, começa a se sentir desconfortável e a ouvir um zumbido. A medida que o zumbido aumenta ele chega a conclusão de que é o som do coração do velho, vindo de baixo das tábuas do piso. Convencido de que os policiais percebem tanto os batimentos quanto a sua culpa, o narrador cede e confessa. Ele diz aos policiais para retirarem as tábuas do piso para encontrar o corpo.